# Jennifer Hopkins
Jennifer Hopkins (Kansas City, 10 februari 1981) is een voormalig tennisspeelster uit de Verenigde Staten van Amerika.
Zij begon op zesjarige leeftijd met tennis. Haar favoriete ondergrond is hardcourt. Zij speelt rechtshandig en heeft een tweehandige backhand. Zij was actief in het proftennis van 199 tot en met 2005.
Op 24 september 2001 bereikte zij haar hoogste positie op de WTA-ranglijst in het enkelspel: de 52e plaats. 
Op 24 mei 2002 won zij samen met Jelena Kostanić het WTA-toernooi van Straatsburg.
Op 8 december 2006 trouwde zij Taylor Dent – in 2010 kreeg zij een zoon.

## Posities op deWTA-ranglijst
Positie per einde seizoen:
| jaar | rang enkelspel | rang dubbelspel |
| ---- | -------------- | --------------- |
| 1999 | 144            | –               |
| 2000 | 81             | –               |
| 2001 | 56             | 252             |
| 2002 | 139            | 103             |
| 2003 | 162            | 142             |
| 2004 | 132            | 66              |
| 2005 | 209            | 76              |

## Palmares
| Legenda                |
| ---------------------- |
| Grandslamtoernooi      |
| Olympische Spelen      |
| Year-End Championships |
| Tier I                 |
| Tier II                |
| Tier III               |
| Tier IV & V            |

### WTA-finaleplaatsen enkelspel
| nr.              | finale     | toernooi   | ondergrond | tegenstandster | score         |         |
| ---------------- | ---------- | ---------- | ---------- | -------------- | ------------- | ------- |
| gewonnen finales |            |            |            |                |               |         |
| geen             |            |            |            |                |               |         |
| verloren finales |            |            |            |                |               |         |
| 1.               | 2001-01-13 | WTA Hobart | hardcourt  | Rita Grande    | 6-0, 3-6, 3-6 | details |

### WTA-finaleplaatsen vrouwendubbelspel
| nr.              | finale     | toernooi          | ondergrond | partner            | tegenstandsters                   | score         |         |
| ---------------- | ---------- | ----------------- | ---------- | ------------------ | --------------------------------- | ------------- | ------- |
| gewonnen finales |            |                   |            |                    |                                   |               |         |
| 1.               | 2002-05-24 | WTA Straatsburg   | gravel     | Jelena Kostanić    | Caroline Dhenin Maja Matevžič     | 0-6, 6-4, 6-4 | details |
| verloren finales |            |                   |            |                    |                                   |               |         |
| 1.               | 2000-05-21 | WTA Antwerpen     | gravel     | Petra Rampre       | Sabine Appelmans Kim Clijsters    | 1-6, 1-6      | details |
| 2.               | 2004-10-10 | WTA Japan (Tokio) | hardcourt  | Mashona Washington | Shinobu Asagoe Katarina Srebotnik | 1-6, 4-6      | details |

## Resultaten grandslamtoernooien
| Legenda | Legenda                          |
| ------- | -------------------------------- |
| g.t.    | geen toernooi gehouden           |
| l.c.    | lagere categorie                 |
| –       | niet deelgenomen                 |
| G       | uitgeschakeld in de groepsfase   |
| 1R      | uitgeschakeld in de eerste ronde |
| 2R      | uitgeschakeld in de tweede ronde |
| 3R      | uitgeschakeld in de derde ronde  |
| 4R      | uitgeschakeld in de vierde ronde |
| KF      | uitgeschakeld in de kwartfinale  |
| HF      | uitgeschakeld in de halve finale |
| F       | de finale verloren               |
| W       | het toernooi gewonnen            |
| w-v     | winst/verlies-balans             |

### Enkelspel
| toernooi        | 1999 | 2000 | 2001 | 2002 |    | 2004 |
| --------------- | ---- | ---- | ---- | ---- | -- | ---- |
| Australian Open | –    | –    | 1R   | 2R   | 1R |      |
| Roland Garros   | –    | 1R   | 1R   | 1R   | –  |      |
| Wimbledon       | –    | –    | 2R   | 1R   | 2R |      |
| US Open         | 1R   | 1R   | 2R   | 1R   | 1R |      |

### Vrouwendubbelspel
| toernooi        | 2000 | 2001 | 2002 | 2003 | 2004 | 2005 |
| --------------- | ---- | ---- | ---- | ---- | ---- | ---- |
| Australian Open | –    | –    | –    | 2R   | 2R   | 2R   |
| Roland Garros   | –    | –    | –    | –    | 2R   | 1R   |
| Wimbledon       | 1R   | 1R   | –    | –    | 1R   | 2R   |
| US Open         | –    | 1R   | 2R   | 1R   | 3R   | 1R   |

### Gemengd dubbelspel
| toernooi        | 2002 |
| --------------- | ---- |
| Australian Open | –    |
| Roland Garros   | –    |
| Wimbledon       | –    |
| US Open         | 1R   |